# Банкете (Торино)
Банкете (итал. Banchette) је насеље у Италији у округу Торино, региону Пијемонт.
Према процени из 2011. у насељу је живело 3273 становника. Насеље се налази на надморској висини од 254 м.

## Становништво
Према резултатима пописа становништва 2011. у општини је живело 3.280 становника.
| 1936. | 1951. | 1961. | 1971. | 1981. | 1991. | 2001. | 2011. |
| ----- | ----- | ----- | ----- | ----- | ----- | ----- | ----- |
| 601   | 806   | 1.231 | 4.151 | 4.254 | 3.784 | 3.427 | 3.280 |

## Партнерски градови
- Septème